# 英雄傳說II
《英雄傳說II》（又译作、，台湾官方译为）是日本Falcom公司最早于1992年發行的一款角色扮演遊戲，後來被移植到Mega Drive、PC Engine、DOS、SFC等遊戲平台。是《Dragon Slayer系列》第六代的第二部作品，而後成為《英雄傳說系列》的第二代與第二部作品，和《英雄傳說I》合稱為伊賽魯哈薩篇。

## 劇情概要
故事發生在英雄傳說一代之後的二十年，由法連王國的王子亞特拉斯以巡迴世界作為王子必備的修煉為起始的序章。隨著地下世界發動的戰亂變故，昔日英雄(一代的五位主角)一行人往地下世界而探索，為了追上父王塞里歐斯的主人翁亞特拉斯一行人活躍在地上與地下世界的冒險故事。

## 世界觀(伊塞魯哈薩)

### 歷史
目前的地底人在遠古當時科技發達擁有人工衛星尤修亞等高科技技術，但由於當時出現了惡神阿格尼賈破壞了地上所有東西，並使火山爆發、大海乾枯，還喚來了黑雲與爆雷結果使得大地荒廢無法生存。所幸由當時的芙蕾雅(現今地上世界所信仰的女神)集合往地底深處避難，直到地上恢復了原來樣貌為止都讓大家做冷凍睡眠。然而在此段時間內地上世界因倖存的一部分人建造了目前伊塞魯哈薩的雛形，為了避免發生戰爭與爭執後來地下世界的人們除了擁有專門技術的專家之外記憶皆被消除並建立起王政國家佛格斯達。。

### 國家
法連王國(ファーレーン)KINGDOM OF FARLANE
曾經打倒惡神阿格尼賈(アグニージャ)的英雄塞里歐斯(セリオス)(一代的主角)繼承父王阿斯艾統治這個國家。他的王妃即為原來的索迪斯王國(ソルディス)的公主蒂娜(ディーナ)。這個國家由龍握爾島(ロンウォール)和沙斯艾島(サースアイ)所組成，首都魯迪亞(ルディア)即位於龍握爾島上；此島有伯加鎮(ベルカ)所產的礦山，過去曾是鋼鐵業極興盛的都市。可是，大地震時忽然發生落盤，由於重建工作繁瑣，因此受到疏忽的礦鎮如今已經失去往日風采。。
翁利克公國(ウォンリーク)DUCHY OF WONREACK
翁利克公國是由本土大陸麥克尼爾(マクネル)島所構成的，在伊塞魯哈薩世界中可以說是國土範圍最廣的國家。國內除了大陸西邊的首都黎塞爾(リーゼル)之外，還有可說是國家大門的港都倫多(ロンド)以及拉爾法港(ラルファ)。這個國家的領土由法連王國的國王塞里歐斯的舅舅，也就是亞特拉斯(アトラス)的舅公傑斯頓公爵(ジェストン)所統治。遊戲中傑斯頓公爵希望找到一位合適的繼承人以便領導此國家，然後退休，可是他所選出的三位候補繼承人選都不是當統治者的料，使公爵十分為難。。
拉努拉王國(ラヌーラ)KINGDOM OF RANOOLA
位於東方巨大大陸西南方的拉努拉王國，具有山岳地帶地形非常複雜的特徵。現任國王是曾經和法連王國的塞里歐斯一起打倒惡神阿格尼賈的英雄呂南(リュナン)本名為艾里翁(エリオン)，王妃也是英雄之一的蘇妮雅(ソニア)。此國家首都塞里斯(セリス)每年都會定期舉辦一次奉祀龍蛋的龍祭，在二十年前幫助過塞里歐斯一行人的祭司芭芭拉依然擔任著此祭典的祭司。此外，在這國家西部外海的多海地帶還有一間曾經當過海盜的伯亞德(ボアード)所開的海運公司。。
索迪斯王國(ソルディス)KINGDOM OF SOLDES
位於東方巨大大陸東南方的索迪斯王國，國土的中央有極為廣大的沙漠地帶，沙漠中心有一綠洲市集，首都巴茲嫩(バズヌーン)地區是國土沙漠下的綠洲地帶，目前依舊還有法連王國的王妃蒂娜的父母，也就是亞多士(アートス)國王和克蕾雅(クレア)王妃統治的國家。索迪斯王國最大的特色就是沙漠中一個叫做靠魯(カウル)的小村莊，這個村莊擁有一座世界上唯一的飼育龍成功的龍牧場。。
摩列斯頓共和國(モレストン)REPUBRIC OF MOLASTON
摩列斯頓共和國擁有比發努拉王國還多的複雜山脈。首都科克斯市附近曾經有一座古代的水晶塔，但是因為大地震的關係如今已經不復見了。這個國家的大總統是曾和塞里歐斯並肩作戰的蓋爾三世的好朋友韓斯所統治。國內村莊都市有許多都極具地方特色，例如老人數目最多的懷特(ファエト)村又稱為隱居村即是一例，此外，還有一個曾被大盜賊蓋爾所席捲而因此盜賊扒手特別多的拿斯魯市(ナスール)等。。
王政國家佛格斯達(ファーゲスタ)KINGDOM OF FAKESTA
位於伊塞魯哈薩世界的地底，由遠古時期的地上人所組成的地底國家，科技發達，專業的技術分別掌握在五位專家身上。上古時期發生的環境變異而輾轉往地底世界深處發展成王政國家佛格斯達，主要農業食品為菇類，而除了王家城堡和五位專家擁有高度知識與專業技術外其餘一般平民皆無法觸及相關知識。。

### 宗教信仰
全境所有國家皆信仰唯一女神芙蕾亞以及以女神僕役的尤修亞，這可能與上古時期發生變異有關。目前在拉努拉王國的幼爾多市留有古代遺跡，相傳是芙蕾雅與尤修亞和地上世界的通訊與感應地點。而發生大地震前的世界只有拉努拉首都塞里斯擁有龍卵，故而一年一度的龍祭也是在拉努拉國家所舉辦的。龍卵也是女神芙雷雅保佑的象徵，所以當大地震後各地所出現的龍卵被稱為是好徵兆，然而相傳一旦藍色的龍卵變為紅色的時候是芙蕾雅盛怒的徵象，會使世界帶來破滅的變故。。

## 主要角色
亞特拉斯（アトラス）（15歲）
- 是前作主角法連王國的國王塞里歐斯和蒂娜王妃的獨生王子。也是本作的主角。

為了要成為像父親一樣的出色國王便離開了和父母居住的魯迪亞城，在沙斯艾島上的艾亞斯達市接受教育。生性頑皮的亞特拉斯與父親塞里歐斯孩提時期一樣不喜讀書，就連最大興趣欺負史萊姆也跟父親相同，為了弄清楚世界變異與追隨上父親塞里歐斯而開始一系列的旅程。
藍多（ランドー）（32歲）
- 在主角發生為即時即時出手搭救而因緣際會下成為夥伴的一位可靠大叔。

由於先前被一般人認為是位不會使用咒文而體力其差的傢伙，為了擺脫此印象而下定決心鍛鍊體魄，在日夜都進行修煉之下體格不遜色於辛蒂。整個小隊裡年紀最長，但都能和其他人和睦相處，只是一旦他的魔法失敗時則會出現紅色的史萊姆。
芙蘿拉（フローラ）（14歲）
- 是納舒市(ナッシュ)暴發戶傑拉頓家族的獨生女。

由於長年在家幾少對外接觸，對於世事雖然十分陌生卻擁有一顆善良的心，是個體諒他人的好女孩，自從大地震以來，在她的夢境與感應便不斷出現女神蕾雅一事，故而決定和主角一起踏上旅途尋找原因。是位咒語能力極高的角色。
辛蒂（シンディ）（20歲）
- 由懷特村長撫養長大的孩子。

他的身世如同謎一樣的費解，就像是失去記憶一般除了記得自己像女孩一樣的名字辛蒂以外其他一概不記得。因為經常帶著面具，所以沒有人看過他的真面目，又因為少話，所以他人很難了解其想法。外表看來讓人難以想像他會是個性溫順的人，不過自己卻是一位不會隨便使用暴力的人，是位物理攻擊力極高的角色。隨著故事發展，辛蒂的身世之謎也會跟著解開。
塞里歐斯（セリオス）（35歲）
- 前作英雄傳說的主角。

是此次主角的父親，目前為法連王國的統治者，是曾經握著光之劍打倒惡神阿格尼賈的英雄。
艾里翁(呂南)（エリオン）（50歲）
- 20年前與前作主角塞里歐斯一起拯救世界的英雄之一，目前是拉努拉王國的統治者。

以加強出入境管理的政策來控制犯罪發生的國王。因為先前統治者(其兄弟)的錯誤政策與背向民心造成人民一度困苦，因此當時犯罪率大增，目前則是因為良好政策之下使得國家安康。
蘇妮雅（ソニア）（40歲）
- 也是位和前作主角一起冒險拯救世界的英雄之一。

後來和艾里翁結婚生下一位名為理查(リチャード)的王子，即使成為王妃後的她依然是非常活躍的女性。
羅（ロー）（42歲）
- 是位流浪漢，一代時曾經是主角一行人的夥伴，但因故而離開隊伍。

目前依舊浪跡世界，自誇的魔法能力非是浪得。是個親切的大叔，亦非常擔心亞特拉斯的旅程。
蓋爾3世(ゲイル3世)（46歲）
- 是大盜賊蓋爾一世的孫子。

他自己雖然很想改行從事正當行業，可是由於祖父的關係在黑社會擁有極大的勢力與地位，在黑社會個幫派中皆要看他面子，是位勞苦的人。父親蓋爾2世則是位考古學家。
蒂娜(ディーナ)（35歲）
- 塞里歐斯的妻子，亞特拉斯的母親。

在一代裡命運曾經相當悲慘，自從由塞里歐斯搭救後日子過的很幸福。是索迪斯王國的公主。
達利斯(ダリス)
- 地底世界的居民，在第二章節的最後會遇到。

看他在拷問犯人時像是有著重要的任務，是利用氣功來進行攻擊目標的特殊能力者。亦是第二章裡的BOSS。
拿列沙隊長(ナレサ隊長)
- 是防守地底世界中心處塔洛斯特斯城之城門的隊長。

對於最近皇帝的作風好似開始產生反感，他的想法與行動將有助於亞特拉斯一行人的冒險，是位極具正義感的軍人。
夫拉德(フラッド)
- 遊戲開始動畫地底世界派遣到地上進行調查的五人小組成員之一。

當時的不幸事件帶給他極大的創傷，而造成日後難以控制的感情也因此和世界發生動亂的不幸有關，是位關鍵人物之一，算是被地底皇帝利用的被害者。
歌德恩二世(ゴドウィン2世)
- 統治地底世界的皇帝，征服慾望極強，就連地上世界也要統治的獨裁者。

他利用夫拉德的情感一步步進行侵略的計畫，他的高壓統治手段已引起大眾反感，而在地底世界中產生了反抗軍的崛起。
祭司芭芭拉(バーバラ)
- 一位能自由進出龍卵的女祭司。

阻止了20年前在幼爾多(ヨルド)古蹟處發生的怪物變異，目前仍舊擔任著世襲祭司的地位。依照她故事裡所說的，祭司一職是地底世界與地上世界的溝通者，地下世界的專家利用龍卵和進入內部的芭芭拉進行對話與溝通確認。。

## 版本

### 日文版
- NEC PC-8801版初版(1992年3月19日)[1]
- MD版(1994年)

### 中文版
由天堂鳥資訊取得授權代理。而後上海依星推出了英雄傳說I&英雄傳說II的合輯版本「新英雄傳說」。